# Калядин, Иван Семёнович
Иван Семёнович Калядин (31 мая 1904 — 10 октября 1989) — генерал-майор (19.09.1944) советской армии, политпропагандист в 10-м кавалерийском полку 2-й кавдивизии Червонного казачества в 1934—1935 годах. С 1935 года стал комиссаром полка. Участник Великой Отечественной войны. Воевал на Юго-Западном фронте.

## Биография
Являлся заместителем по политической части командира 14-го механизированного полка 14-й кавалерийской дивизии, командира 3-й кавалерийской дивизии. Позже Начальник отдела политпропаганды и заместитель по политической части командира 19-го механизированного корпуса, с июня 1941 года военный комиссар этого корпуса. Был участником Танкового сражения под Дубно, Луцком, Ровно.
С 20 августа 1941 по 26 июля 1942 года начальник политотдела 38-й армии. Начальник политотдела 1-й танковой армии с 17 июля по 6 августа 1942 года.
Скончался 10 октября 1989 года в Москве. Похоронен на Троекуровском кладбище, участок № 2 могила № 402.

## Творчество
Автор книги «За каждую пядь земли…» — Воениздат, 1983 год.
Аннотация к книге: автор, бывший военком 19-го механизированного корпуса, рассказывает в своих воспоминаниях о событиях первых месяцев войны. Взволнованно пишет он о тяжелых боях стрелковых, танковых и артиллерийских подразделении, частей и соединений корпуса, в которых принимал непосредственное участие, против ударной группировки немецко-фашистских войск, действовавшей на киевском направлении. В книге ярко показаны беспримерное мужество коммунистов и беспартийных бойцов и командиров, яростно дравшихся за каждую пядь земли, их несгибаемая стойкость, великая вера в правоту нашего священного дела, беспредельная любовь к Родине, в которой каждый советский человек черпал силы, необходимые для победы над врагом.